# Parascyllium
Воротниковые акулы (лат. Parascyllium) — род акул одноимённого семейства отряда воббегонгообразных. Эти акулы являются эндемиком морей вблизи Австралии, второй встречается в прибрежных водах Японии, Тайваня и Филиппин. Они обитают на глубине до 165 м. Название рода происходит от слов греч. παρα — «сбоку» и греч. Σκύλλα — «акула».
У воротниковых акул довольно короткая, толстая и широкая морда. Усики на горле отсутствуют. Глаза щелевидные Грудные плавники толстые, мускулистые, длина переднего края намного меньше длины головы и расстояния между основаниями грудных и брюшных плавников. Тело покрыто тёмными и светлыми пятнами, иногда присутствуют седловидные отметины или «ожерелья» вокруг жаберной зоны. Длина не превышает 91 см.
Воротниковые акулы не являются объектом коммерческого промысла.

## Систематика
- Parascyllium collare Ramsay & Ogilby, 1888 — Поперечнополосатая воротниковая акула
- Parascyllium elongatum Last & Stevens, 2008
- Parascyllium ferrugineum McCulloch, 1911 — Ржавая воротниковая акула
- Parascyllium sparsimaculatum T. Goto & Last, 2002
- Parascyllium variolatum (A. H. A. Duméril, 1853) — Изменчивая воротниковая акула